# Großes Hallel
Mit dem sogenannten Großen Hallel (hebräisch הלל הגדול, Transkription Hallel ha-gadol) bezeichnet die jüdische Tradition den Psalm 136 aus dem Buch der Psalmen, der in der Pessach-Liturgie am Sederabend nach dem letzten Segensbecher (nach Psalm 118) gesungen wird. Psalm 136 ist Bestandteil des (jüdischen) Tanach bzw. des (christlichen) Alten Testaments.

## Komposition
Da die Psalmen 135 und 136 eine kompositionelle Einheit bilden, gehen manche Autoren davon aus, dass Psalm 136 zusammen mit Psalm 135 das Große Hallel bilden.
Der 136. Psalm ist in seiner Komposition klar durchstrukturiert, etwa jeder zweite Satz lautet:„(...) denn seine Güte währet ewiglich“, ein Refrain der 26-mal wiederholt wird. 
Dann werden Szenen erwähnt, in denen sich dem Kollektiv der Israeliten, die Güte Gottes zeigt. Die Verfasserschaft erwähnt dann eine Szene nach der anderen und bezeichnet in jeder die göttliche Zuwendung, dass deren Ursprung einzig in der Güte Gottes liegt und dass diese Güte ewig währt.
Die Bezeichnung 'Großes Hallel' hat nichts mit dessen Umfang zu tun. Das Kleine Hallel (Ps 145 bis 150) und auch das Ägyptische Hallel, (hebräisch הלל מחרי Hallel Miẓri) (Ps 113-118) sind wesentlich umfangreicher. Der Inhalt des Hallel macht es zu einem Großen Hallel, in dem es JHWH als den im Himmel thronenden Weltkönig preist, der allen Geschöpfen, Mensch und Tier, Israel und auch allen Völkern, Nahrung (= Leben) gibt.

## Der Text des Großen Hallel (Ps 136)
| Vers | Biblia Hebraica                              | Einheitsübersetzung                                                           | Lutherbibel 1984                                                                    |
| ---- | -------------------------------------------- | ----------------------------------------------------------------------------- | ----------------------------------------------------------------------------------- |
| 1    | הודו ליהוה כי־טוב כי לעולם חסדו׃             | Dankt dem Herrn, denn er ist gütig, denn seine Huld währt ewig!               | Danket dem HERRN; denn er ist freundlich, denn seine Güte währet ewiglich.          |
| 2    | הודו לאלהי האלהים כי לעולם חסדו׃             | Dankt dem Gott aller Götter, denn seine Huld währt ewig!                      | Danket dem Gott aller Götter, denn seine Güte währet ewiglich.                      |
| 3    | הודו לאדני האדנים כי לעולם חסדו׃             | Dankt dem Herrn aller Herren, denn seine Huld währt ewig!                     | Danket dem Herrn aller Herren, denn seine Güte währet ewiglich.                     |
| 4    | לעשה נפלאות גדלות לבדו כי לעולם חסדו׃        | Der allein große Wunder tut, denn seine Huld währt ewig,                      | Der allein große Wunder tut, denn seine Güte währet ewiglich.                       |
| 5    | לעשה השמים בתבונה כי לעולם חסדו׃             | der den Himmel geschaffen hat in Weisheit, denn seine Huld währt ewig,        | Der die Himmel mit Weisheit gemacht hat, denn seine Güte währet ewiglich.           |
| 6    | לרקע הארץ על־המים כי לעולם חסדו׃             | der die Erde über den Wassern gegründet hat, denn seine Huld währt ewig,      | Der die Erde über den Wassern ausgebreitet hat, denn seine Güte währet ewiglich.    |
| 7    | לעשה אורים גדלים כי לעולם חסדו׃              | der die großen Leuchten gemacht hat, denn seine Huld währt ewig,              | Der große Lichter gemacht hat, denn seine Güte währet ewiglich:                     |
| 8    | את־השמש לממשלת ביום כי לעולם חסדו׃           | die Sonne zur Herrschaft über den Tag, denn seine Huld währt ewig,            | die Sonne, den Tag zu regieren, denn seine Güte währet ewiglich;                    |
| 9    | את־הירח וכוכבים לממשלות בלילה כי לעולם חסדו׃ | Mond und Sterne zur Herrschaft über die Nacht, denn seine Huld währt ewig.    | den Mond und die Sterne, die Nacht zu regieren, denn seine Güte währet ewiglich.    |
| 10   | כִמכה מצרים בבכוריהם כי לעולם חסדו׃           | Der die Erstgeburt der Ägypter schlug, denn seine Huld währt ewig,            | Der die Erstgeborenen schlug in Ägypten, denn seine Güte währet ewiglich;           |
| 11   | ויוצא ישראל מתוכם כי לעולם חסדו׃             | und Israel herausführte aus ihrer Mitte, denn seine Huld währt ewig,          | und führte Israel von dort heraus, denn seine Güte währet ewiglich;                 |
| 12   | ביד חזקה ובזרוע נטויה כי לעולם חסדו׃         | mit starker Hand und erhobenem Arm, denn seine Huld währt ewig,               | mit starker Hand und ausgerecktem Arm, denn seine Güte währet ewiglich.             |
| 13   | גזר ים־סוף לגזרים כי לעולם חסדו׃             | der das Schilfmeer zerschnitt in zwei Teile, denn seine Huld währt ewig,      | Der das Schilfmeer teilte in zwei Teile, denn seine Güte währet ewiglich;           |
| 14   | והעביר ישראל בתוכו כי לעולם חסדו׃            | und Israel hindurchführte zwischen den Wassern, denn seine Huld währt ewig,   | und ließ Israel mitten hindurchgehen, denn seine Güte währet ewiglich;              |
| 15   | ונער פרעה וחילו בים־סוף כי לעולם חסדו׃       | und den Pharao ins Meer stürzte samt seinem Heer, denn seine Huld währt ewig. | der den Pharao und sein Heer ins Schilfmeer stieß, denn seine Güte währet ewiglich. |
| 16   | למוליך עמו במדבר כי לעולם חסדו׃              | Der sein Volk durch die Wüste führte, denn seine Huld währt ewig,             | Der sein Volk führte durch die Wüste, denn seine Güte währet ewiglich.              |
| 17   | למכה מלכים גדלים כי לעולם חסדו׃              | der große Könige schlug, denn seine Huld währt ewig,                          | Der große Könige schlug, denn seine Güte währet ewiglich;                           |
| 18   | ויהרג מלכים אדירים כי לעולם חסדו׃            | und mächtige Könige tötete, denn seine Huld währt ewig,                       | und brachte mächtige Könige um, denn seine Güte währet ewiglich;                    |
| 19   | לסיחון מלך האמרי כי לעולם חסדו׃              | Sihon, den König der Amoriter, denn seine Huld währt ewig,                    | Sihon, den König der Amoriter, denn seine Güte währet ewiglich;                     |
| 20   | ולעוג מלך הבשן כי לעולם חסדו׃                | und Og, den König von Baschan, denn seine Huld währt ewig,                    | und Og, den König von Baschan, denn seine Güte währet ewiglich;                     |
| 21   | ונתן ארצם לנחלה כי לעולם חסדו׃               | und der ihr Land zum Erbe gab, denn seine Huld währt ewig,                    | und gab ihr Land zum Erbe, denn seine Güte währet ewiglich;                         |
| 22   | נחלה לישראל עבדו כי לעולם חסדו׃              | der es Israel gab, seinem Knecht, denn seine Huld währt ewig.                 | zum Erbe seinem Knecht Israel, denn seine Güte währet ewiglich.                     |
| 23   | שבשפלנו זכר לנו כי לעולם חסדו׃               | Der an uns dachte in unsrer Erniedrigung, denn seine Huld währt ewig,         | Der an uns dachte, als wir unterdrückt waren, denn seine Güte währet ewiglich;      |
| 24   | ויפרקנו מצרינו כי לעולם חסדו׃                | und uns den Feinden entriss, denn seine Huld währt ewig,                      | und uns erlöste von unsern Feinden, denn seine Güte währet ewiglich.                |
| 25   | נתן לחם לכל־בשר כי לעולם חסדו׃               | der allen Geschöpfen Nahrung gibt, denn seine Huld währt ewig.                | Der Speise gibt allem Fleisch, denn seine Güte währet ewiglich.                     |
| 26   | הודו לאל השמים כי לעולם חסדו׃                | Dankt dem Gott des Himmels, denn seine Huld währt ewig.                       | Danket dem Gott des Himmels, denn seine Güte währet ewiglich.                       |